# Il suffit d'y croire
Albums de Hoshi
Sommeil levant
(2020)
Singles
1. Comment je vais faire
Sortie : 2017
2. Ta Marinière
Sortie : 2018
3. Je vous trouve un charme fou (feat. Gaëtan Roussel)
Sortie : 2019

Il suffit d'y croire est le premier album studio de la chanteuse Hoshi. Il est sorti le 22 mars 2018 avec 12 titres, puis a été réédité en édition collector le 30 novembre 2018 avec 5 titres supplémentaires dont certains issus de son EP Comment je vais faire.
L'album est certifié triple disque de platine par le SNEP en 2024.

## Liste des pistes
| No  | Titre                        | Durée |
| --- | ---------------------------- | ----- |
| 1.  | Comment je vais faire        | 3:53  |
| 2.  | Te parler pour rien          | 3:26  |
| 3.  | Ta Marinière                 | 3:42  |
| 4.  | Je vous trouve un charme fou | 2:56  |
| 5.  | Femme à la mer               | 4:02  |
| 6.  | Manège à trois               | 3:57  |
| 7.  | Elle rêve encore             | 3:38  |
| 8.  | Il suffit d’y croire         | 3:23  |
| 9.  | Ma Merveille                 | 3:17  |
| 10. | Après coups                  | 2:53  |
| 11. | Poupée russe                 | 3:13  |
| 12. | Je pense à toi               | 3:32  |

| 13. | Parking sonne                                     | 3:32 |
| 14. | En gros tout est gris                             | 3:32 |
| 15. | Comment je vais faire (Version Acoustique)        | 3:32 |
| 16. | Ta Marinière (Version Acoustique)                 | 3:32 |
| 17. | Je vous trouve un charme fou (ft. Gaëtan Roussel) | 3:32 |

| 18. | Femme à la mer (Radio Edit) | 4:00 |

## Titres certifiés en France
- Ta marinière  Diamant
- Te parler pour rien  Or
- Manège à trois  Or
- Je vous trouve un charme fou  Or
- Comment je vais faire  Or
- Femme à la mer  Or

## Classement hebdomadaire
| Classement (2018)            | Meilleure position |
| ---------------------------- | ------------------ |
| Belgique (Wallonie Ultratop) | 36                 |
| France (SNEP)                | 9                  |

## Certifications
| Région                                                                                                 | Certification | Ventes/Streams |
| --- | ------------- | -------------- |
| France (SNEP)                                                                                          | 3 × Platine   | 300 000        |
| *Ventes selon la certification ^Mise en rayon selon la certification xNon précisé par la certification |               |                |